# 에너지 등분배법칙
에너지 등분배법칙(energy equipartition law)은 고전 통계역학에서 중요하게 여겨지는 법칙으로, 열평형 상태에 있는 계의 모든 자유도에 대해 계가 가질 수 있는 평균 에너지가 같다는 원리이다.

## 개념의 정의 및 필요성

### 개념의 정의
에너지 등분배법칙(energy equipartition law)을 좀 더 엄밀한 수학적인 표현으로 말하면 다음과 같다.
“이차식 형태 에너지의 한 자유도에 대한 평균 에너지는 {\displaystyle {1 \over 2}kT}이다.”

### 개념의 필요성
주어진 계에 대한 양자 역학적 운동 방정식은 양자수가 매우 큰 경우에는 고전 역학적 운동 방정식과 어림으로 거의 같다는 것은 이미 잘 알려져 있다. 또한 양자 역학적 정준 분배 함수에서 아주 큰 양자 수에 해당하는 항들은 온도가 높아지면 더욱 중요해진다. 이런 사실로부터 양자 역학의 결과를 이용하여 얻은 계의 분배 함수는 충분히 높은 온도에서는 고전 역학을 이용하여 얻은 분배 함수와 거의 같을 것으로 기대할 수 있다. 따라서 미시적인 세계에 거시적인 세계를 에너지의 관점에서 설명할 수 있는 적절한 논리가 필요했다.

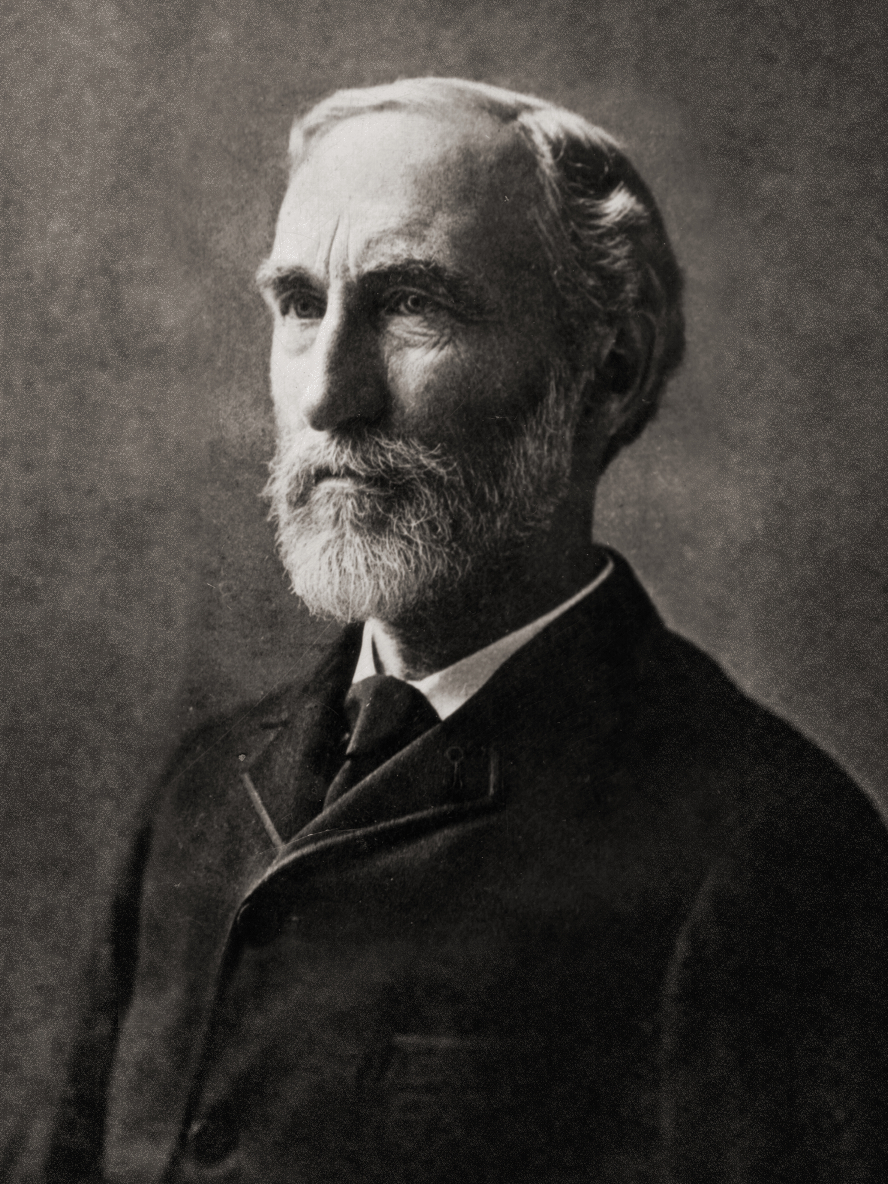
물리화학자 윌리엄 깁스

에너지 등분배 법칙이 등장하게 된 것은 아인슈타인과 플랑크의 빛에 관한 논쟁에서 그 필요성이 잠재적으로 드러났다. 아인슈타인의 광양자 가설은 1900년에 나타난 막스 플랑크가 지녔던 빛에 대한 관점을 더욱 발전시키는 과정에서 나온 것이지만, 그 형성과정을 면밀히 살펴보면 단순한 계승 발전 이상의 의미가 있다는 것을 알 수 있다. 특히 광양자의 존재 문제와 양자 불연속 개념의 접하는 태도에 있어서는 두 인물 사이에 커다란 입장의 차이를 보이게 된다. 1900년 막스 플랑크에 의해서 제안된 흑체 복사 이론은 고전물리학과 대별되는 새로운 양자론의 탄생을 알리는 출발점이었지만, 보수적 성향이 강했던 플랑크 자신에게 이 변혁은 원하지 않았던 선택이었다. 따라서 막스 플랑크의 논문에서 에너지가 플랑크 상수와 빛의 진동수의 정수배로 표시되는 것은 사실 1, 2, 3, 4라는 식의 정수배뿐만이 아니라 1.5, 2.5, 3.5 등의 구간의 의미로 해석할 수도 있는 것이었다. 실제로 1906년 이후에 나타난 플랑크의 저작을 보면 플랑크가 바로 이런 시도를 하고 있는 흔적을 알 수 있다.
플랑크가 사용한 자신의 논문에서 사용한 방법으로 훗날의 보즈-아인슈타인 통계에 해당하는 통계적 방법은 사실 당시의 기준으로 보면 아주 애매한 것이었다. 즉 미국의 깁스가 다루었던 에너지 등분배 원리는 1902년 이후에나 분명하게 과학자들 사이에서 인식되었던 것이다. 따라서 에너지 등분배 원리가 분명하게 확립되지 않은 상태에서 플랑크가 사용했던 통계적 방법은 현재 우리가 알고 있는 것과 완전히 동일한 것이라고는 하기 어렵다. 바로 이런 점에서 플랑크는 새로운 양자물리학의 포문을 연 선구자임에도 불구하고 태생적으로 보수적 한계를 드러내고 있는 것이다. 이에 에너지 등분배 원리는 고전적 역학의 세계와 고전 통계 역학, 양자 역학의 세계를 어느 정도 동일한 맥락에서 설명할 수 있어 일반적으로 널리 적용될 수 있었다.

## 내부 에너지와 에너지 등분배 원리

### 계와 자유도
계(system)라는 것은 열역학적인 논의의 대상이 되는 어떤 물질을 의미한다. 자유도(degree of freedom)는 계 내부의 입자가 가지고 있는 에너지의 한 형태를 말한다. 즉, 병진 운동의 경우 삼차원에서는 세 방향으로 움직이면서 운동하기 때문에 관련된 자유도는 3이라고 할 수 있다.

### 내부에너지의 구성 및 특징
내부에너지는 계가 가지고 있는 미시적인 에너지 형태의 합이라고 할 수 있다. 내부에너지를 구성하고 있는 요소는 다음과 같이 다양하다. 기체분자가 어떤 속도로 공간을 운동할 때, 어느 정도의 운동에너지를 갖고 있다. 이것을 병진 에너지라고 한다. 다원자 분자의 원자들은 축을 중심으로 회전하는데, 이러한 회전에 관련된 에너지는 회전 운동에너지이다. 다원자 분자의 원자들은 공통의 질량중심에 관하여 진동하는데, 이러한 전후진 운동과 관련된 에너지는 진동 운동에너지이다. 기체에서 대부분의 운동에너지는 주로 병진과 회전운동에 기인하며 고온에서 진동에너지가 중요해진다. 원자 내의 전자는 핵을 중심으로 회전하므로 회전 운동에너지를 가지며, 바깥쪽 궤도의 전자들은 더 큰 운동에너지를 갖는다. 또한 전자들은 자신의 축을 중심으로 회전하는데, 이러한 운동과 관련된 에너지는 회전에너지이다. 원자의 핵에 있는 다른 입자들도 회전에너지를 갖는다. 분자들의 운동에너지와 연관된 계의 내부에너지 일부를 현열 에너지(sensible energy)라고 한다. 분자의 평균속도와 활동도의 정도는 기체의 온도에 비례한다. 따라서 고온에서 분자는 높은 운동에너지를 가지며, 그 결과 계는 높은 내부에너지를 갖는다.
내부에너지는 물질을 구성하는 분자들 사이의 결합력, 분자 내의 원자들 사이의 결합력, 원자와 원자핵 내의 입자들 사이의 결합력에 또한 연관된다. 우리가 예상하는 것과 같이 분자들 사이의 결합력은 고체에서 가장 강하고, 기체에서 가장 약하다. 만일 충분한 에너지가 고체나 액체의 분자에 더해지면, 분자는 이러한 결합력을 극복하고 해체되어 물질은 기체로 바뀐다. 이것이 상변화 과정이다. 이렇게 추가된 에너지 때문에 기체 상태의 계는 고체나 액체상태의 계보다 높은 내부에너지 수준을 갖는다. 계의 상변화와 관련된 내부에너지를 잠열에너지(latent energy)라고 한다. 상변화 과정은 계의 화학적 조성 변화 없이 일어날 수 있다. 대부분의 실제적인 문제는 이러한 범주에 속하며, 각 분자 내에 원자들 사이의 결합력까지 고려할 필요는 없다.

물질의 내부에서의 분자의 열운동 모습

하나의 원자는 핵 내에 아주 강한 핵력에 의해 결합된 양전하의 양성자, 중성자, 핵 주위의 궤도를 그리며 회전하는 음전하의 전자로 구성된다. 분자 내에서 원자 결합과 관련된 에너지를 화학에너지라고 한다. 연소과정과 같은 화학 반응 동안, 일부의 화학적 결합이 생성되는 반면 일부의 화학적 결합은 파괴된다. 그 결과 내부에너지는 변한다. 핵력은 핵에 전자를 결합시키는 힘보다 훨씬 크다. 원자핵 자체 내에 강한 결합력과 연관된 거대한 양의 에너지를 핵에너지라고 한다. 물론 핵분열이나 핵융합을 취급하지 않는 한 열역학에서는 핵에너지를 고려할 필요가 없다. 화학반응은 원자 내의 전자구조의 변화를 수반하지만, 핵반응은 핵 내부의 변화를 포함한다. 따라서 원자는 화학반응 동안 그 자체의 동일성을 유지하지만 핵반응 동안에는 동일성을 상실한다. 원자는 외부의 전지장과 자기장에 노출되어 있을 때, 전기 및 자기 쌍극 모멘트 에너지를 가질 수 있는데, 이것은 궤도를 도는 전자와 연관된 작은 전류에 의해 생성된 자기 쌍극이 꼬여지기 때문이다.
이미 논의한 에너지의 형태는 계의 모든 에너지를 구성하는데, 계 내에 담아지거나 저장될 수 있어서 정적 에너지로 생각할 수 있다. 계에서 저장되지 않는 에너지의 형태는 동적 에너지 또는 에너지 상호작용으로 볼 수 있다. 동적 에너지는 에너지가 계의 경계를 통과할 때 계의 경계에서 인지되며, 이 에너지는 과정 동안 계가 얻거나 잃은 에너지를 나타낸다. 밀폐된 계와 연관된 에너지 상호작용의 두 가지 형태는 열전달(heat transfer)과 일(work)이다. 구동력이 온도차이이면 에너지 상호작용은 열전달이고, 그렇지 않으면 일로 나타난다. 질량이 계로 또는 계로부터 전달될 때, 질량이 함유하는 에너지도 함께 전달되기 때문에 검사체적은 질량전달로 에너지를 교환할 수 있다.

### 에너지 등분배 원리를 적용한 계의 내부에너지
앞에서 정의한 바에 의하면 내부에너지는 계의 미시적인 상태의 모든 에너지의 합이며 에너지 등분배 원리에 의하면 이러한 에너지 형태들 중 이차항으로 표현되는 것은 동일한 크기의 에너지를 가지고 있어야 한다고 했다. 다시 말해 등분배 원리가 모든 계에 적용되는 것은 아니다. 이 원리는 에너지가 {\displaystyle E(q)=cq^{2}}의 형태로 표시된 계에만 적용된다. 여기서 {\displaystyle c}는 상수계수이고, {\displaystyle q}는 {\displaystyle x}, {\displaystyle P_{x}} 또는 {\displaystyle L_{x}}와 같은 좌표 또는 운동량을 나타내는 변수이다. 이 단일 자유도를 하나의 계로 취급하고 계가 온도 {\displaystyle T}
의 열원과 평형상태에 있다고 가정하여 평균에너지 {\displaystyle {\bar {E}}}을 계산하면 자유도 당 분배되는 에너지의 크기를 알 수 있다. 분배 함수(맥스웰-볼츠만 분포)를 이용해서 평균에너지를 구하면 다음과 같다, 우선 분배함수는 볼츠만 인자 {\displaystyle \beta ={1 \over kT}}로 다음과 같이 표현할 수 있다.
```
 

  

    

      

        
Z

        
=

        

          
∑

          

            
q

          

          

          

        

        

          
e

          

            
−

            
β

            
E

            
(

            
q

            
)

          

        

        
=

        

          
∑

          

            
q

          

          

          

        

        

          
e

          

            
−

            
β

            
c

            

              
q

              

                
2

              

            

          

        

      

    

    
{\displaystyle Z=\sum _{q}^{}e^{-\beta E(q)}=\sum _{q}^{}e^{-\beta cq^{2}}}

  

```

연속변수 {\displaystyle q}상에서 가능한 상태수를 세기 위하여 상태들이 {\displaystyle \Delta q}의 간격으로 이산 분포 한다고 가정하고 매우 작은 {\displaystyle \Delta q}에 대해서 이를 연속적인 함수의 적분으로 생각하면 다음과 같이 나타낼 수 있다.
```
 

  

    

      

        
Z

        
=

        

          

            
1

            

              
Δ

              
q

            

          

        

        

          
∫

          

            
−

            
∞

          

          

            
∞

          

        

        

          

            
e

            

              
−

              
β

              
c

              

                
q

                

                  
2

                

              

            

          

        

        
d

        
q

      

    

    
{\displaystyle Z={1 \over \Delta q}\int _{-\infty }^{\infty }{e^{-\beta cq^{2}}}dq}

  

```

이를 구하면 {\displaystyle Z={1 \over \Delta q}{\sqrt {\pi  \over \beta c}}}가 된다. 이 때 다음과 같은 식을 이용해서 평균에너지를 구하면 에너지 등분배 원리가 명확하게 성립한다는 것을 알 수 있다.
```
 

  

    

      

        

          

            

              
E

              
¯

            

          

        

        
=

        
−

        

          

            
1

            
Z

          

        

        

          

            

              
∂

              
Z

            

            

              
∂

              
β

            

          

        

        
=

        

          

            
1

            

              
2

              
β

            

          

        

        
=

        

          

            
1

            
2

          

        

        
k

        
T

      

    

    
{\displaystyle {\bar {E}}=-{1 \over Z}{\partial Z \over \partial \beta }={1 \over 2\beta }={1 \over 2}kT}

  

```

그러므로 한 입자가 하나의 자유도 당 가질 수 있는 에너지는 등분배 원리에 입각한다는 것을 알 수 있다. 이 때 어떠한 계가 {\displaystyle N}개의 입자로 이루어져 있고 한 입자 당 에너지를 저장할 수 있는 형태, 즉 자유도가 {\displaystyle \nu }라면 계의 평균적인 에너지는 다음과 같다.
```
 

  

    

      

        

          

            

              

                
E

                
¯

              

            

          

          

            
s

            
y

            
s

          

        

        
=

        

          

            
1

            
2

          

        

        
ν

        
N

        
k

        
T

      

    

    
{\displaystyle {\bar {E}}_{sys}={1 \over 2}\nu NkT}

  

```

이 공식은 고전 통계 역학에서 뛰어난 설명력을 가지고 있지만 양자 역학적으로 치명적인 한계가 있기 때문에 많은 논쟁의 대상이 되었다.

## 미시적인 모형에서의 중요성

### 상태수와 앙상블의 개념

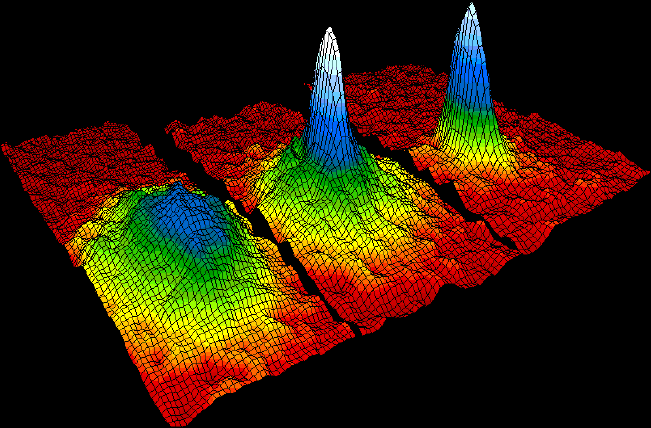
미시적인 상태수의 3차원 모형

열역학, 통계역학에서 가장 중요한 개념은 열역학적 상태(state)에 대한 이해이다. 만일 계 내에 있는 모든 성분입자들의 질량, 속도, 위치 및 운동 형태를 알 수 있으면 이러한 지식들을 이용하여 계의 미시상태(microsstate)를 정의할 수 있고, 따라서 계의 모든 성질을 이해할 수 있다. 그러나 계의 미시적 상태를 정의하는데 필요한 상세한 정보가 없는 경우에는 열역학적 개념에 의한 계의 거시적 상태(macroscopic state)를 결정하는 계의 제반 성질을 고찰하는 것에서부터 출발한다. 즉 계의 모든 성질들이 정해질 때 계의 거시적인 상태도 정의된다. 거시적 상태가 즉 열역학적 상태를 어느 일정한 상태로 정의하기 위해서는 일견 막대한 양의 정보가 필요할 것으로 보인다. 하지만 거시적 상태는 소수의 특정한 성질로 결정이 된다. 하지만 거시적 상태를 이루는 미시적 입자들은 그 배열과 각각의 상태에 따라 동일한 거시적 상태를 구현할 수 있다. 다시 말해 하나의 거시적 상태를 만족하는 미시적 상태의 수가 많다는 것이다. 이러한 생각을 바탕으로 상태수라는 개념을 정의한다. 상태수란 하나의 특정 거시적 상태를 만족하는 미시적 상태의 개수를 의미한다.
앙상블이라는 것은 상태수와 밀접한 연관이 있다. 앙상블은 계의 주어진 거시적 조건을 만족하는 모든 미시적인 상태를 모아 놓을 것을 의미한다. 즉, 상태수에 대응 되는 실제 상태들의 모임을 의미한다. 예를 들어 집합의 경우에서 원소가 1,2,3,4,5 인 집합의 각각의 구성 성분을 앙상블이라고 하면 원소의 개수 5개는 상태수를 의미한다고 생각할 수 있다. 앙상블에는 계의 상태와 조건에 따라서 3가지가 있다. 일반적으로 계가 고립되어 있는 경우, 즉 닫힌계(또는 고립계)에서는 작은 바른틀 앙상블이라고 하며 계가 일정한 온도로 열적 상호 작용을 하는 경우 바른틀 앙상블, 계가 주의의 환경과 열적, 일적, 확산적 상호 작용을 하는 경우 큰 바른틀 앙상블이라고 한다.
앙상블과 상태수의 개념을 통해서 열역학, 통계역학에서는 확률적으로 미시적인 상태의 현상을 해석할 수 있고 또한 맥스웰-볼츠만 분포의 정량적인 방법도 모두 앙상블과 상태수를 기초로하여 이끌어 냈다는데 중요한 의미가 있다.

### 미시적 상태에서의 에너지 등분배 법칙 적용
열역학, 통계역학에서 중요한 공리는 에르고딕성에 있다. 이 공리는 매우 작은 미시적인 상태에 대한 직관적인 통찰과 합리적인 설명을 가능하게 한다. 에르고딕성은 미시적인 하나의 입자들이 엄청난 수로 모인 집합체, 앙상블(ensemble)에 대한 개념을 알아야 비로소 받아들일 수 있다.
모듬은 엄청난 숫자의 계(하나의 입자를 하나의 계라고 생각해도 될 경우)를 모아놓은 가상의 집합을 말한다. 이 때 계는 우리가 주목하는 특정한 열역학 계를 모사한 것이다. 다시 말하면 모듬은 거시적으로 계를 규정하는 모든 가능한 미시상태의 집합이다. 즉, 모듬이라는 집합을 구성하는 원소들의 수가 앞에서 설명한 상태수일 것이다. 모듬이라는 개념의 장점은 시간에 따른 계의 상태 변화를 따라갈 필요 없이 계의 정지 상태(stationary state)만을 고려하면 된다는 것이다.
이와 같은 논의가 가능한 것은 {\displaystyle N}개의 입자가 존재하는 계에서 {\displaystyle N}이 매우 클 때 계를 이루는 분자 전체의 시간에 대한 평균은 모듬의 평균과 같다는 것에서 기인한다. 바로 이 가정이 바로 에르고딕성이다. 에르고딕성은 철저히 통계적인 접근이라고 할 수 있다. 따라서 계의 거시적인 측면에서 열역학적 성질을 구하게 하는 장점이 있지만 실제로 정량적인 계산하는 데에는 큰 도움이 되지 못한다. 그러므로 모듬의 평균을 실제로 계산하기 위해서는 모듬에서 각 에너지 상태의 상대적인 빈도수 또는 확률에 대한 정보가 있어야 한다. 이를 위하여 통계 열역학에서는 선험적 동등 확률의 원리(principle of equal a priori probability)라는 매우 강력한 가정을 받아들인다. 이 원리는 서로 다른 양자 상태를 나타내는 {\displaystyle i}, {\displaystyle j} 에 대해서 두 상태의 에너지가 같다면 두 양자 상태가 일어날 확률이 같다는 것을 의미한다.
따라서 이는 두 양자 상태의 에너지가 저장 되는 형태도 같다는 것을 의미하고 결국 에너지 등분배 법칙에 의해 자유도가 같다는 것을 의미한다.
미시적 상태에서는 엔트로피를 상태수를 통해서 정의할 수 있는데 다음과 같다.
```
 

  

    

      

        
S

        
=

        
k

        
l

        
n

        
Ω

      

    

    
{\displaystyle S=kln\Omega }

  

```

열역학 제 2법칙은 자연의 모든 상호작용은 엔트로피가 증가하는 방향으로 일어난다고 말한다. 이 때 로그 함수는 증가함수이기 때문에 자연스럽게 상태수 역시 모든 상호작용에서 증가해야한다는 결론을 내릴 수 있다. 이는 확률적으로 가장 높은 미시 상태에 에너지가 분포한다는 것인 에너지 등분배 법칙에 따르면 바로 그러한 상태로 에너지가 각각의 자유도에 나뉜다는 것이다.

## 거시적 현상에 대한 설명력

### 상태 변화 과정의 종류와 특징

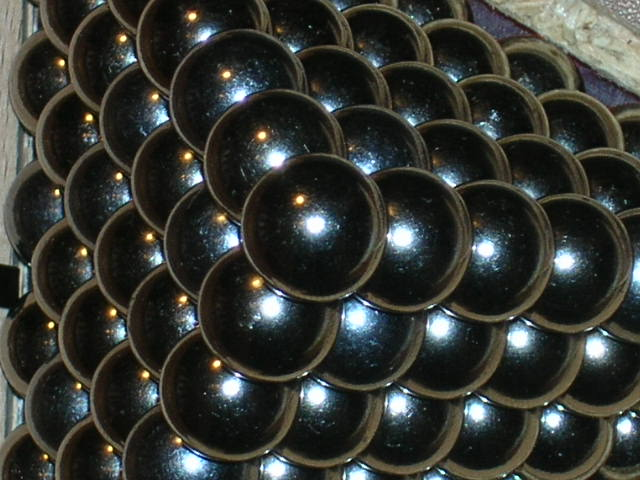
강한 결합력으로 모양을 유지하고 있는 물질

대부분의 물질은 물질의 세 가지 상태라 부르는 기체, 액체, 고체라는 영역을 넘나들 수 있다. 여기서 대부분의 물질이라고 말한 것은 물질 가운데는 기체나 액체가 될 수 없는 것도 있기 때문이다. 물질의 상태를 구분하는 기준에 대해서 기본적인 차이는 분자 사이에 작용하는 힘의 차이에 있다. 분자가 가장 자유로운 상태에 놓여 있는 것은 기체이다. 그리고 기체는 비교적 높은 온도에 있다. 기체의 분자는 제멋대로 여러 방향으로 날아다니며, 서로 부딪힌 후에 떨어져가다가 다시 부딪쳤다가 흩어지는 것을 반복하면서 무질서하게 운동하여 퍼져나간다.
활발하게 운동하고 있는 기체의 온도를 감소시키거나 기체에 압력을 가할 경우 분자의 움직임 둔화된다. 본래 온도라는 것은 분자의 에너지 정도를 측정하는 척도이다. 분자가 가득 들어 찬 곳에서는 분자들이 서로의 운동을 억제하게 되며, 이웃해 있는 분자들이 작용하여 차츰 달라붙게 된다. 이렇게 해서 마지막에는 결국 액체가 된다. 즉, 분자들이 가지고 있던 열에너지를 빼앗겨 분자 운동의 힘이 약해진 분자들이 분자 간의 힘으로 붙어 있는 상태를 액체라고 한다.
이 액체 상태에서 온도를 더욱 낮추면 분자는 더욱 조밀하게 모이게 되고 마지막에는 분자들이 약간 진동하는 정도밖에는 움직일 수 없게 된다. 이렇게 하여 액체는 고체가 된다. 고체의 경우 분자간의 힘이 상당히 크기 때문에 큰 힘을 받지 않는 한, 쉽게 떨어져 나갈 수 없다.
앞에서 언급한 상태의 변화를 반대로 생각하면서 상태 변화에 대해서 생각해 볼 필요가 있다. 고체 상태에서 열이 많이 유입되면 결국 물질의 입자간 연결이 끊어져서 액체가 된다. 분자운동론에서의 고체는 열을 받으면 운동이 활발해져 팽창하게 된다. 더 많은 열을 받게 되면 운동이 더욱 활발하져 분자의 연결이 끊어져 액체가 된다. 기체에서는 분자가 자유롭게 운동을 할 수 있다.
이러한 일련의 상태 변화 과정에서는 열의 출입이 발생하게 되는데 고체에 시간에 따라 일정한 열을 계속 주입할 경우 분자운동론에 의하면 열역학 제 1법칙에 의해 열을 받아 고체의 온도가 증가하게 되고 따라서 분자들의 평균 운동에너지가 증가하게 된다. 하지만 실제 온도, 열량 사이의 관계는 분자운동론이 설명하는 것과는 다르다.
실험을 통해서 일정한 온도에서 물질이 변하게 되는 것을 관찰 할 수 있는데 이 때 사용된 열을 잠열(latent heat) 또는 숨은열이라고 한다. 이 때 관찰 결과를 그래프로 그리게 되면 상태 변화가 일어나는 구간에서는 온도가 변하지 않고 수평선을 그리게 된다. 이 구간에서는 두 가지 상태가 공존하게 된다. 이 때 상태 변화의 종류에 따라서 숨은열에 고유한 이름이 붙게 되는데 고체에서 액체로 상태가 변화할 때 융해열, 액체에서 고체로 상태가 변화할 때 응고열이라 부른다. 또한 액체에서 기체로 상태가 변화할 때 기화열, 반대의 경우 액화열이라고 부른다. 특이하게 고체에서 기체로, 기체에서 고체로 바로 변하는 경우 이를 승화열이라고 한다.

### 에너지 등분배 법칙을 통한 상태 변화 설명

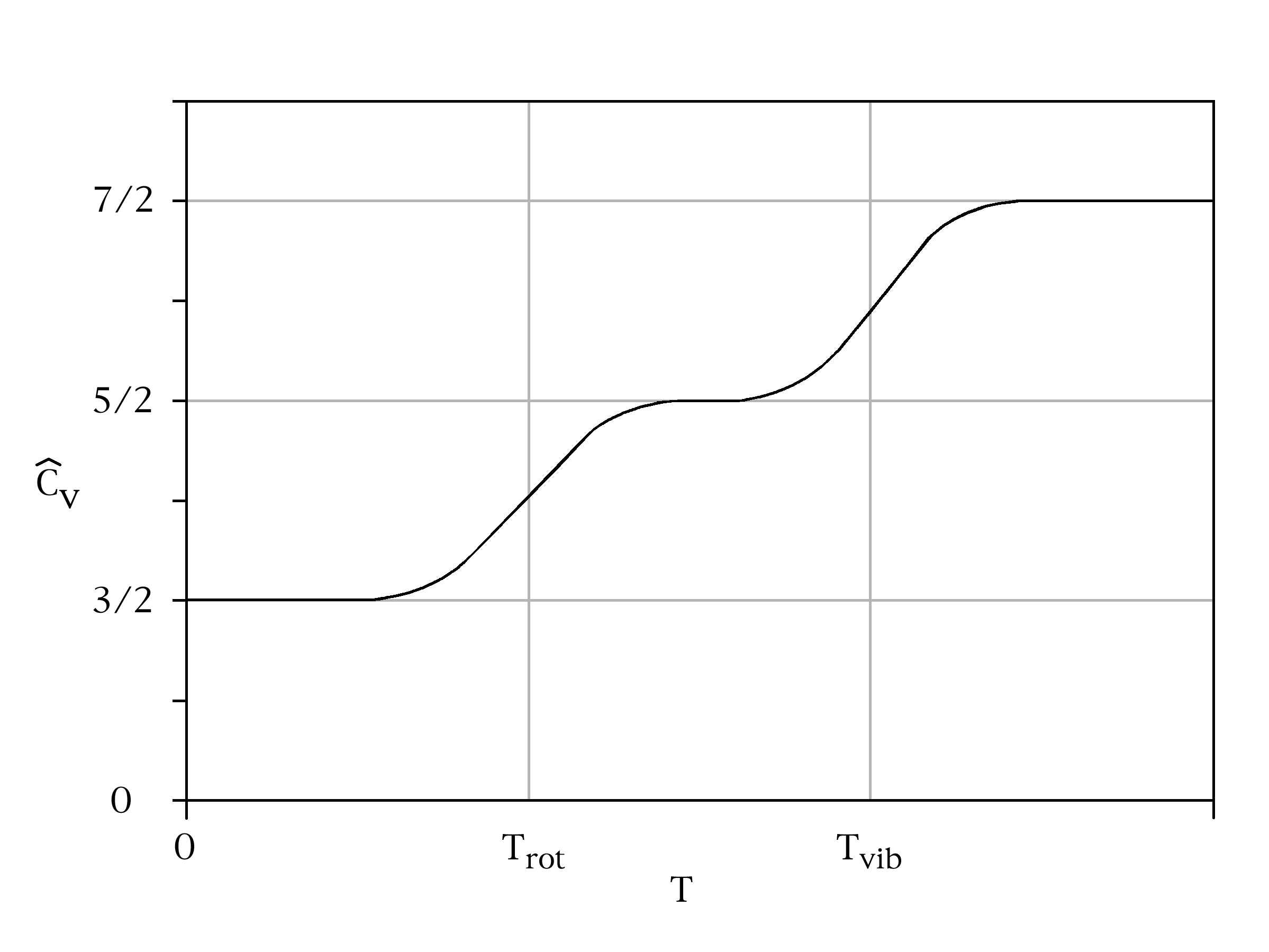
이원자 분자의 비열의 변화

고전 통계학에 근거한 에너지 등분배 법칙은 분자운동론으로는 설명이 힘들었던 상태 변화의 잠열, 숨은열을 설명할 수 있다. 열역학 제 1법칙에 의하면 외부에서 열이 유입될 경우 부피, 입자의 수가 일정할 경우 내부 에너지가 증가한다는 것을 알 수 있었다. 하지만 상태 변화에서는 열이 유입되어도 온도가 더 이상 오르지 않는 구간이 있었다.
에너지 등분배 법칙에 따르면 이러한 구간에서는 하나의 입자가 저장할 수 있는 에너지의 형태가 증가한다고 말한다.
즉, 온도가 오르지 않는 구간에서는 {\displaystyle T}는 일정하지만 자유도 {\displaystyle \nu }가 증가한다는 것이다. 이는 온도가 일정한 구간을 정성적으로 설명해 줄 수 있다. 따라서 에너지 등분배 법칙에 따르면 상태 변화는 자유도가 증가하는 구간이라고 해석할 수 있다. 예를 들어 이원자 분자의 경우 저온에서는 3차원 축을 기준으로 병진 운동하지만 온도가 상승하면 회전 운동 그리고 원자 간의 진동 운동이 일어나 자유도가 증가하게 된다. 이는 고전 통계 역학에서 에너지 등분배법칙이 비열의 변화라는 현상으로 어느 정도 잘 설명해 주고 있다는 것을 증명하는 사례이다.

## 이상기체의 내부에너지
이상기체의 내부에너지를 구하기 위해서 평균 에너지 식을 살펴보면 다음과 같다.
```
 

  

    

      

        

          

            

              

                
E

                

                  
s

                  
y

                  
s

                

              

              
¯

            

          

        

        
=

        

          

            
1

            
2

          

        

        
ν

        
N

        
k

        
T

      

    

    
{\displaystyle {\bar {E_{sys}}}={1 \over 2}\nu NkT}

  

```

이 때 {\displaystyle N}, {\displaystyle k}, {\displaystyle T}는 각각 계의 입자 수, 볼츠만 상수, 절대 온도이다. 따라서 측정 가능한 변수 또는 이미 주어진 상수이기 때문에 실제 열적 상황에서 얻은 수 있는 물리량이다. 하지만의 경우 자유도는 분자의 구조에 따라서 달라지기 때문에 계산을 통해 구해야 한다.

### 단원자 기체 분자
단원자 이상 기체 분자의 경우 병진 운동만 하게 된다. 매우 높은 온도의 경우 미세 진동을 통해서 진동 운동에 의한 에너지가 있지만 일반적인 경우 삼차원 공간에서 병진 운동을 하는 것이 일반적이다. 이 때 단원자 기체 분자 1개의 에너지는 다음과 같이 표현할 수 있다.
```
 

  

    

      

        
E

        
=

        

          

            
1

            
2

          

        

        
m

        

          
v

          

            
x

          

          

            
2

          

        

        
+

        

          

            
1

            
2

          

        

        
m

        

          
v

          

            
y

          

          

            
2

          

        

        
+

        

          

            
1

            
2

          

        

        
m

        

          
v

          

            
z

          

          

            
2

          

        

        
=

        

          

            
1

            

              
2

              
m

            

          

        

        
(

        

          
p

          

            
x

          

          

            
2

          

        

        
+

        

          
p

          

            
y

          

          

            
2

          

        

        
+

        

          
p

          

            
z

          

          

            
2

          

        

        
)

      

    

    
{\displaystyle E={1 \over 2}mv_{x}^{2}+{1 \over 2}mv_{y}^{2}+{1 \over 2}mv_{z}^{2}={1 \over 2m}(p_{x}^{2}+p_{y}^{2}+p_{z}^{2})}

  

```

에너지 등분배 법칙은 이차항 형태의 에너지만을 고려한다고 했기 때문에 이 경우 자유도는 3이다. 따라서 단원자 기체 분자의 평균 에너지는 다음과 같다.
```
 

  

    

      

        

          

            

              

                
E

                
¯

              

            

          

          

            
m

            
o

            
n

            
o

          

        

        
=

        

          

            
3

            
2

          

        

        
k

        
T

      

    

    
{\displaystyle {\bar {E}}_{mono}={3 \over 2}kT}

  

```

### 이원자 기체 분자
이원자로 된 이상 기체 분자는 회전 운동 에너지를 갖게 된다. 이 때 회전 운동에 대한 식은 다음과 같이 표현할 수 있다.
```
 

  

    

      

        

          
E

          

            
r

            
o

            
t

          

        

        
=

        

          

            

              
p

              

                
θ

              

              

                
2

              

            

            

              
2

              
I

            

          

        

        
+

        

          

            

              
p

              

                
ϕ

              

              

                
2

              

            

            

              
2

              
I

              
s

              
i

              

                
n

                

                  
2

                

              

              
θ

            

          

        

      

    

    
{\displaystyle E_{rot}={p_{\theta }^{2} \over 2I}+{p_{\phi }^{2} \over 2Isin^{2}\theta }}

  

```

따라서 병진 운동에너지 외에도 두 가지 형태로 에너지가 저장이 된다. 따라서 이 경우 자유도는 5이다. 회전 운동의 경우 두 원자를 연결 해 주는 방향을 축으로 하는 회전은 에너지가 없기 때문에 회전 운동과 관련된 자유도는 2인 것이다. 따라서 이원자 분자의 경우 평균 에너지는 다음과 같다.
```
 

  

    

      

        

          

            

              

                
E

                

                  
d

                  
i

                

              

              
¯

            

          

        

        
=

        

          

            
5

            
2

          

        

        
k

        
T

      

    

    
{\displaystyle {\bar {E_{di}}}={5 \over 2}kT}

  

```

여기에서 한 가지 중요한 사실을 언급하면 다음과 같다. 각각의 자유도에 대해 2차 항으로 주어지는 운동량 변수의 계수들은 중요하지 않다는 것이다. 이는 수학적으로 2.3에서 언급한 식을 보면 볼츠만 인자를 제외한 다른 상수들은 계산을 통해서 상쇄된다는 것을 확인할 수 있다.

## 에너지 등분배 법칙의 의의와 한계

### 에너지 등분배 법칙의 의의
에너지 등분배 법칙은 탄성 충돌을 한다고 가정한 기체 분자들의 운동과 에너지를 수식으로 설명할 수 있다는 것에서 고전 통계학을 집대성할 수 있었던 원동력으로 평가된다. 또한 미시적인 세계와 거시적인 세계를 동시에 설명할 수 있는 원리로 에너지 등분배 법칙을 통해서 보일, 샤를의 법칙을 통합한 이상기체 상태 방정식, 이상기체의 분배 함수가 정의될 수 있었다. 즉, 에너지 등분배 법칙이 없었다면 열역학과 통계역학의 수학적인 발전은 정체되었을 것이다.

### 에너지 등분배 법칙의 한계

불연속적인 에너지 준위

에너지 등분배 법칙은 고전 통계 역학에서만 성립한다. 말하자면 한 에너지 준위에서 다른 에너지 준위로 옮겨갈 때 {\displaystyle {\Delta E \over kT}}가 충분히 작아야 한다. 양자 역학적 에너지는 양자화되어 있다. 일반적으로 에너지 준위가 높아질수록 에너지 준위 사이의 간격은 촘촘해진다. 온도가 높으면 계의 평균 에너지도 높으므로 에너지 준위 사이의 간격은 열에너지 {\displaystyle kT}보다 훨씬 작게 된다. 이 경우에 에너지가 양자화되어 있다는 것은 의미를 갖지 못하며, 따라서 분배 함수를 구할 때 합산을 적분으로 대체할 수 있어서 고전 통계 역학의 에너지 등분배 법칙을 적용할 수 있다. 그러나 온도가 낮으면 에너지 준위 사이의 간격이 넓고 {\displaystyle kT}정도이므로 고전 통계 역학의 효용성을 잃어버리고 만다.
또한 에너지 등분배 법칙이 적용되는 경우는 고전 통계 역학의 입장에서 분자의 운동 형태에도 밀접한 관련이 있다. 앞에서 소개한 예에서 병진, 회전 운동의 경우 에너지 등분배 법칙이 성립했다. 하지만 분자의 진동 운동에 의한 에너지는 다분히 양자적인 현상이기 때문에 등분배 형식의 표현을 사용할 수 없다. 따라서 불연속적인 에너지 개념이 도입된 양자 역학에서는 에너지 등분배 법칙이 거의 성립하지 않는다.

## 같이 보기
- 기체 분자 운동론
- 양자통계역학

## 참고 문헌
- Daniel V. Schroeder 저, 김승곤 외 공역, 『열 및 통계 물리학』, 홍릉과학출판사, 2001.
- David R. Gaskell 저, 민동준 외 공역, 『재료열역학』, 홍릉과학출판사, 2009.
- James T. Cushing 저, 송진웅 역, 『물리학의 역사와 철학』, ㈜북스힐, 2003.
- 임경희 저, 『통계 열역학』, ㈜한티미디어, 2008.
- 장길홍 저, 『알기 쉬운 열의 세계』, 보성각, 2009.